# À cause d'un garçon
Cet article possède un paronyme, voir À cause des garçons.
Pour plus de détails, voir Fiche technique et Distribution.
À cause d'un garçon est un téléfilm français réalisé par Fabrice Cazeneuve sorti en 2002. Il raconte l'histoire de Vincent, un jeune homosexuel victime d'outing dans son lycée.

## Synopsis
À 17 ans, Vincent est un adolescent sans problèmes : beau, sportif, discret et plutôt bon élève. Bien qu'il sorte avec une fille, Vincent est depuis longtemps attiré par les garçons. Surtout par Benjamin, le nouvel élève.
Un jour, Vincent découvre, sur l'un des murs du lycée, un graffiti qui révèle au grand jour son homosexualité. Sa vie de lycéen est d'un seul coup profondément chamboulée ; il devient le souffre-douleur de l'intégralité de son lycée et de tous les autres enfants, adolescents et autres petits gamins de la ville.

## Fiche technique
- Titre : À cause d'un garçon
- Réalisation : Fabrice Cazeneuve
- Scénario : Vincent Molina
- Pays :  France
- Langue : français
- Format : Couleurs 1:78.1
- Genre : Drame
- Durée : 86 minutes
- Dates de sortie :
  -  France : 13 mars 2002

## Distribution
- Julien Baumgartner : Vincent Molina
- Julia Maraval : Noémie
- Jérémie Elkaïm : Benjamin
- François Comar : Stéphane
- Patrick Bonnel : Bernard
- Christiane Millet : Sylvie
- Antoine Michel : Régis
- Nils Ohlund : Bruno
- Bernard Blancan : L'entraîneur de natation
- Eric Bonicatto : Le prof de français
- Paco Boublard : Garçon natation 1
- Vincent Billouin : Garçon natation 2
- Adrien Saint-Joré : Garçon natation 3
- Vincent Nemeth : Le conseiller d'éducation
- Blandine Pélissier : La secrétaire du conseiller d'éducation
- Jean-Pierre Becker : L'entraîneur de boxe
- Alexandre Carrière : Client 1 du bar du Marais
- Dimitri Rataud : Client 2 du bar du Marais

## Audimat
Diffusé le 13 mars 2002 en première partie de soirée sur M6, le téléfilm réunit 3,074 millions de téléspectateurs, soit 13,9 % de part de marché,